# Музей Самойловича
Музей Самойловича  — мемориальный комплекс советского полярного исследователя, профессора (1928), доктора географических наук (1934) Р. Л. Самойловича. Открыт 11-12 сентября 1981 года В настоящее время является единственным в стране музеем, посвященным полярному исследователю Арктики и Антарктики.
Адрес музея: Ростовская область. г. Азов, ул. Ленинградская, д. 46.

## История

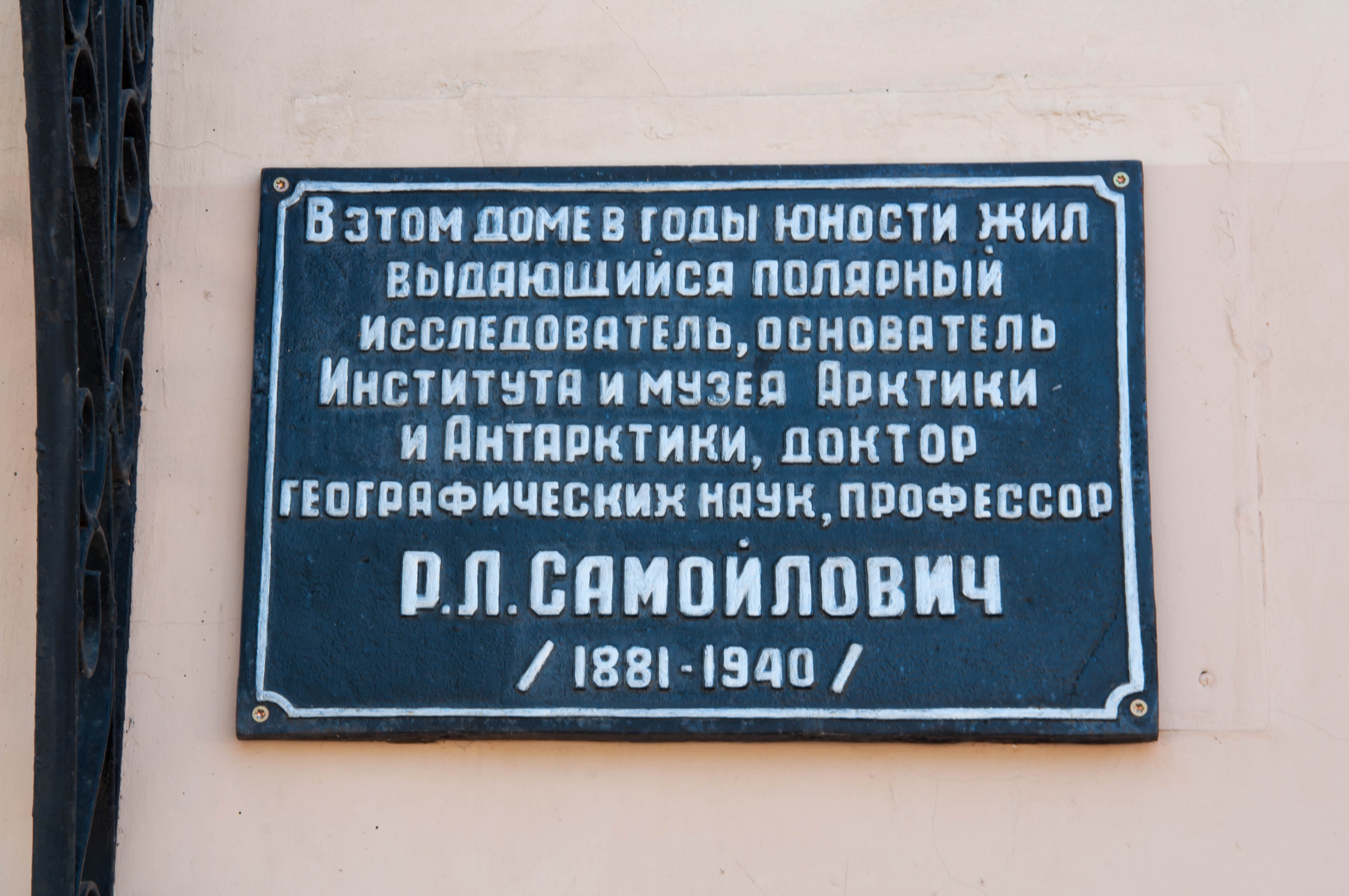
Памятная табличка на доме

Музей советского полярного исследователя, профессора (1928), доктора географических наук (1934) Р. Л. Самойловича был открыт 12 сентября 1981 года и представляет собой мемориальный комплекс профессора Рудольфа Лазаревича Самойловича. Музей является единственным в стране музеем, посвященным жизни и деятельности талантливого полярного исследователя Арктики и Антарктики.
В музее к 130-летию со дня рождения ученого была открыта мультимедийная экспозиция.
Имя Р. Л. Самойловича стоит в одном ряду с такими полярными исследователями, как Амундсен, Скотт, Ф. Нансен, Русанов и др. Ученый сделал большой вклад в изучение Арктики. В 1938 году Р. Л. Самойлович был репрессирован, 4 марта 1939 года был расстрелян.
Доктор географических наук, профессор, кавалер орденов Ленина и Трудового Красного Знамени, руководитель Географического общества СССР, Международного общества «Аэро-Арктика», почетный член географических обществ США, Швеции, Австрии, Р. Л. Самойлович родился и вырос в городе Азове. Ученый был организатором около 20 научно-исследовательских экспедиций в Арктику.
В настоящее время музей ученого занимает часть одноэтажного кирпичного дома, принадлежавшего отцу Р. Л. Самойловича. В этом доме жила его семья. Здесь молодой Рудольф Лазаревич закончил четырёхклассную мужскую прогимназию, позже учился в Мариупольской Александровской гимназии. По окончании гимназии учился в Горной академии в немецком городе Фрейбурге.
В экспозиция музея представлена мемориальная комнаты ученика Азовской прогимназии. А ней создан интерьер конца XIX — начала XX века. На стенах висят подлинные фотографии, расставлены предметы и личные вещи. Подлинными являются письменный стол и стул, письменный прибор, книги времени, когда Самойлович учился в гимназии. Результаты работы ученого отражены в художественных композициях, книгах, фотографиях. В зале музея выставлен бюст Р. Л. Самойловича работы скульптор И. Шицбурга.
Среди фотографий — юный Р. Л. Самойлович в шестилетнем возрасте, набережная Азова, мужская прогимназия, улицы Мариуполя, Мариупольская гимназия, в которой учился Рудольф, фотография научно-исследовательского судна «Рудольф Лазаревич Самойлович».